# Anker Degn Jensen
Anker Degn Jensen er en dansk kemiker og professor i kemiteknik ved Institut for Kemiteknik på DTU siden 2007.
Degn Jensen blev kemiingeniør i 1991 fra DTU og tog derefter en Ph.d.-grad samme sted som blev færdig i 1996. Herefter arbejdede han som forskningsassisten på DTU og som postdoc hos Advanced Fuel Research Inc. i Connecticut i USA i 1996-1997. Herefter vendte han tilbage til DTU som lektor og fra 2007 som professor.
Han beskæftiger sig særligt med forbrænding, katalyse og røggasrensning og har bl.a. samarbejdet med den danske ingeniørvirksomhed Haldor Topsøe, DONG Energy, Vattenfall, Novozymes og FLSmidth.
I 2013 modtog han en forskerbevilling på 14,4 mio. kr fra Det Strategiske Forskningsråd til at effektivisere fremstilling af bioolie, som en del af forskningsprojekter inden for bæredygtig energi og miljø.